# Otto Schmidt (Chemiker)
Franz Otto Edmund Schmidt (* 8. September 1874 in Köln; † 17. Mai 1943 in Heidelberg) war ein deutscher Chemiker, der bei der BASF arbeitete.
Schmidt war der Sohn eines Kaufmanns und studierte ab 1893 Chemie an der Universität Bonn und der Universität Zürich. 1898 wurde er in Bonn promoviert und war dann Assistent in Zürich bei Eugen Bamberger (seinem Doktorvater) und ab 1901 Assistent von Richard Anschütz in Bonn. 1904 wurde er Privatdozent in Bonn und ab 1907 war er Chemiker bei der BASF. 1921 erhielt er dort Prokura und 1925 wurde er Direktor. Nachdem er sich 1931 in Darmstadt habilitiert hatte, ging er 1932 bei BASF (I.G. Farben) in den Ruhestand, arbeitete aber noch bis 1938 im Hauptlabor in Ludwigshafen am Rhein, wobei er sich mit theoretischen Arbeiten zur Quantenchemie befasste. 
Schmidt hatte 1905 an der Universität Bonn eine Methode der Ermittlung der Konstitution von Azofarbstoffen durch Oxidation mit Salpetersäure entwickelt. 
Bei der BASF befasste er sich anfangs mit Farbstoffen und entwickelte dann Verfahren für katalytische Hydrierung von Aromaten und Nicht-Aromaten, zum Beispiel von Nitrobenzol für die Anilin-Produktion. Er befasste sich mit der Polymerisierung von Butadien und der Herstellung künstlicher Gerbstoffe aus der Kondensation von Kresolen und anschließender Erzeugung eines Schwefel-Derivats.
1936 stellte er eine Regel für Kohlenstoff-Doppelbindungen auf (Stärkung der nächsten Einfachbindung, Schwächung der übernächsten) und begründete sie quantenmechanisch. Er befasste sich auch allgemein mit Elektronenverteilung und Energieverhältnissen in Aromaten vom quantenmechanischen Standpunkt. Dabei nahm er auf Arbeiten von Hans Hellmann und Erich Hückel Bezug (die damals in Deutschland kaum beachtet wurden).
1942 untersuchte er mögliche Zusammenhänge von Konstitution chemischer Verbindungen und krebserzeugenden Eigenschaften, wobei besonders Naphthalin als Beispiel im Blickpunkt stand.